# Operaphone Records
Operaphone Records, kurz Operaphone, mit Sitz in New York, anfänglich zugehörig zur Operaphone Manufacturing Corporation, später zur Operaphone Co. Inc., war ein US-amerikanisches Label, das Aufnahmen der zur damaligen Zeit bekanntesten und beliebtesten Musikstücke von diversen Interpreten veröffentlichte.

## Unternehmensgeschichte

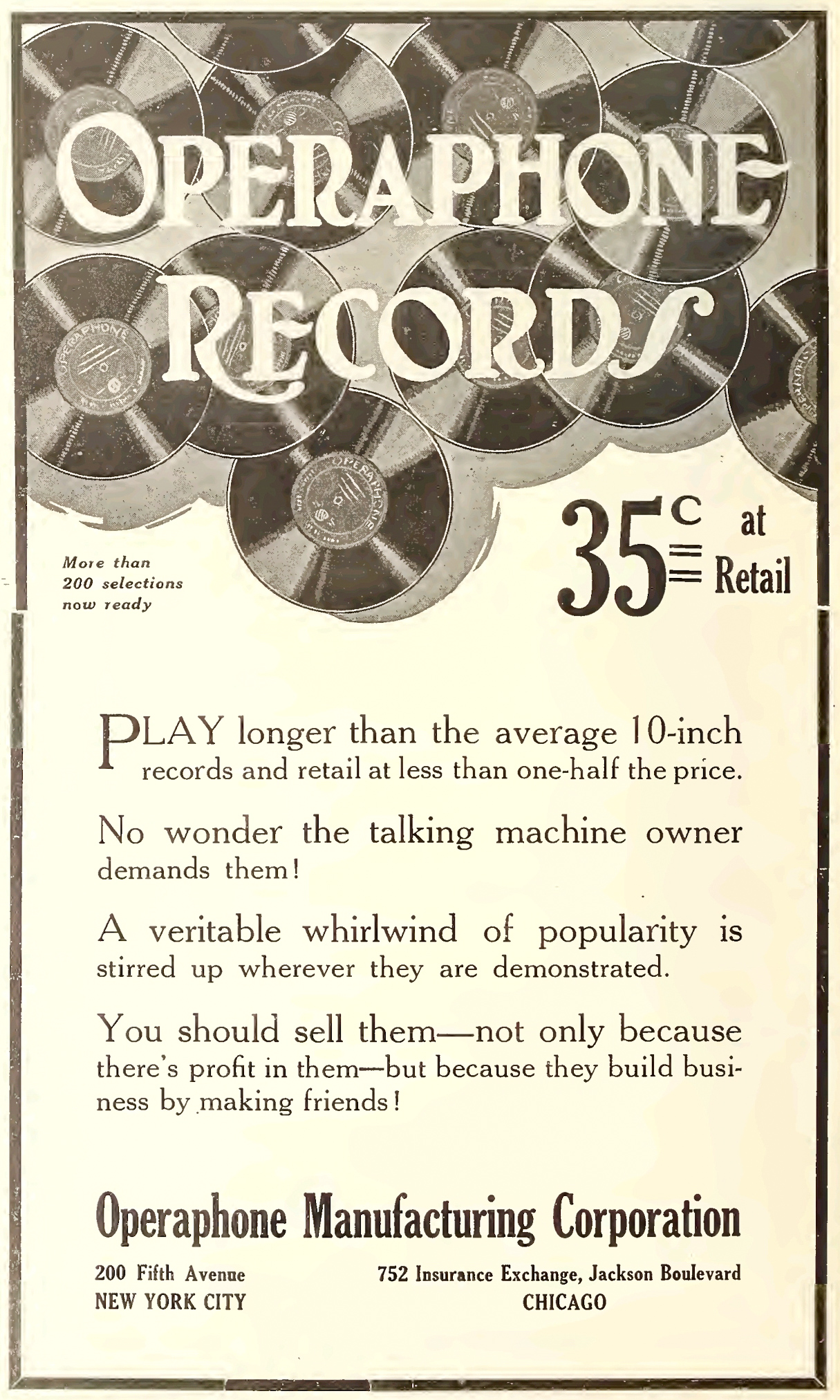
Werbeanzeige im August 1916 von Operaphone Records in der Talking Machine World.

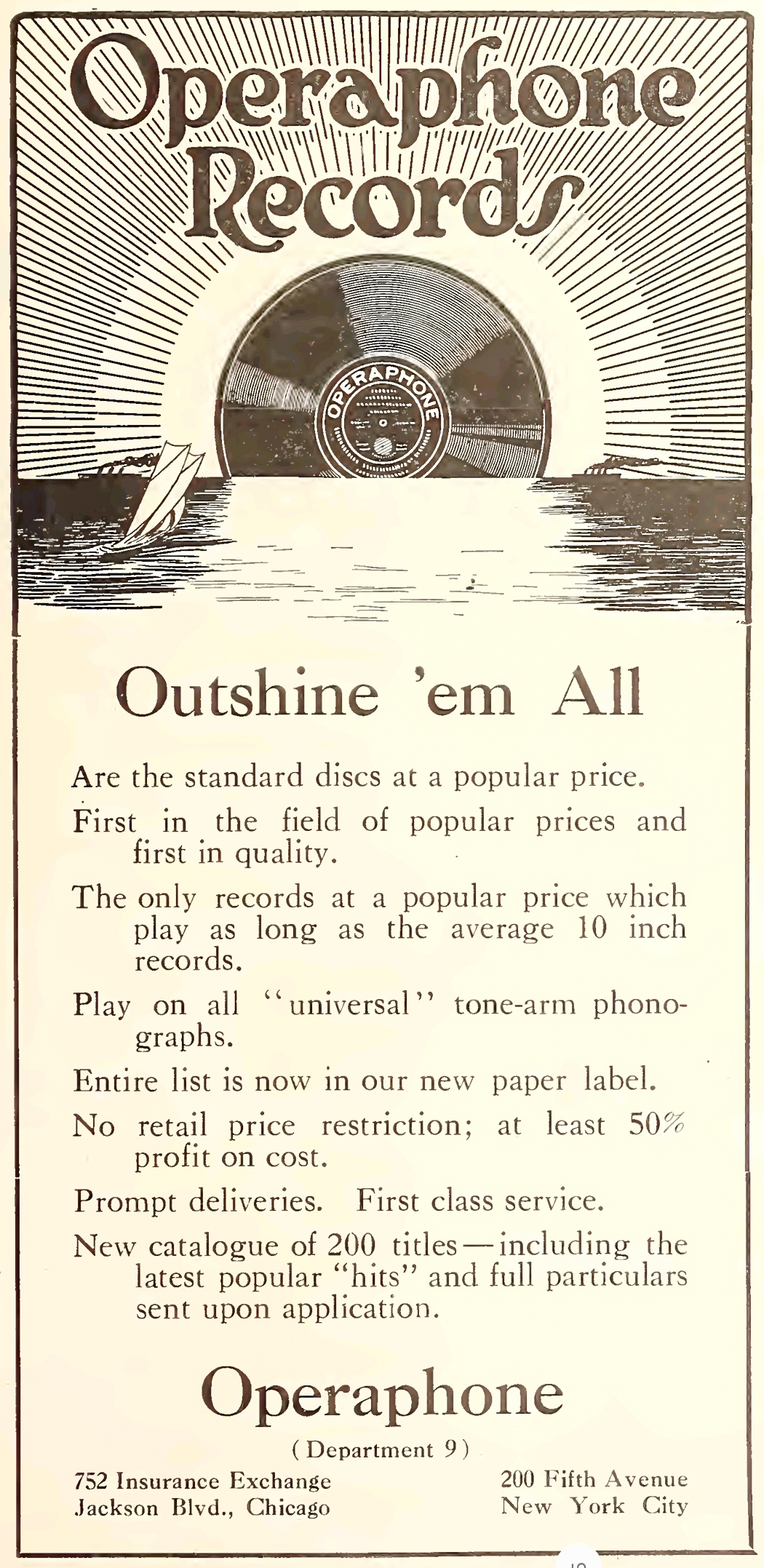
Werbeanzeige im September 1916 von Operaphone Records in der Talking Machine World.

### Operaphone Manufacturing Corporation
Die Operaphone Manufacturing Corporation wurde am 15. Dezember 1914 von John Fletcher, E. F. Gerner und M. Naughton mit Einreichung der Gründungsunterlagen in Albany, New York und einem Startkapital von einhunderttausend US-Dollar ins Leben gerufen. Geschäftsgegenstand war zum einen die Produktion von Grammophonen und zum anderen die Herstellung sowie der Vertrieb von Schellackplatten. Von den ursprünglichen Initiatoren des Unternehmens war jedoch nur John Fletscher in leitender Funktion eingebunden. Zu dessen Obliegenheiten gehörte unter anderem die Beaufsichtigung der Aufnahme- und Herstellungstätigkeiten sowie die künstlerische Ausgestaltung des Musikkataloges. Dementgegen fungierte George Thomas als Geschäftsführer am Stammsitz der Operaphone Manufacturing Corporation in New York City. Des Weiteren nahm ein Presswerk in Long Island City die Produktion auf, zudem später auch ein Tonaufnahmestudio gehörte.
Im Verlauf der weiteren unternehmerischen Tätigkeiten der Operaphone Manufacturing Corporation expandierte das Unternehmen im Jahr 1916 Landesweit und eröffnete eine Dependance im Home Insurance Building in Chicago, die sich fortan für den Handel im Westen der USA verantwortlich zeigte. Sie stand unter der Leitung von H.H. Brunt und D. W. Harris, der im darauffolgenden Jahr zum alleinigen Geschäftsführer ernannt werden sollte. Parallel hierzu bot eine Verkaufsfiliale, gelegen in der Innenstadt Chicagos und unter der Leitung von H.F Thornell stehend, die im firmeneigenen Presswerk hergestellten Tonträger zum Kauf an. Daneben begann eine anfänglich durchaus erfolgreiche Ausdehnung auf den kanadischen Markt, wo die Phonograph Co. aus Toronto den Vertrieb von Operaphone Records übernahm.
Ein Jahr später 1917 dehnte die Operaphone Manufacturing Corporation ihr Vertretungsgebiet in den Nordosten und Mittleren Westen der Vereinigten Staaten aus, einhergehend mit der Benennung einer Reihe neuer Vertreter und Niederlassungen. Zur Unterstützung jener äußerst intensiven Expansionsstrategie errichtete das Unternehmen eine zusätzliche Zweigstelle für den Großhandel in Chicago. Im gleichen Zeitraum erhöhte die Operaphone Manufacturing Corporation ihr Stammkapital von einhunderttausend auf einhundertfünfzigtausend US-Dollar, um jedoch letztendlich nach Umstrukturierungen Anfang des Jahres 1918 in die Operaphone Co. Inc. zu transformieren.

### Operaphone Co. Inc.
Mit dem Entstehen der Operaphone Co. Inc. stellte die Operaphone Manufacturing Corporation ihre operativen Geschäftstätigkeiten in Gänze ein. Das ursprüngliche Firmeneigene Tonaufnahmestudio schloss, sodass fortan Masterzylinder mit Aufnahmen aus dem Katalog von Pathé Verwendung fanden, dabei die Interpreten der einzelnen Stücke teilweise anonymisierend, um somit keine eindeutigen Rückschlüsse bezüglich der waren Herkunft der Aufnahmen mehr zu ermöglichen. Die Planungen abermals in Eigenregie produzierte symphonische Werke zu veröffentlichen ließen sich nicht verwirklichen. Als neuer Geschäftsführer der Operaphone Co. Inc. mit Sitz Depew Building in New York fungierte John Fletscher, der nunmehr alle Verantwortlichkeiten auf sich vereinte.
Während der nächsten drei Jahre gelang es erneut einen Katalog von Musikschaffenden vorzustellen sowie einen Vertrieb aufzubauen und diesen stetig zu erweitern, so auch mit der Reed Co. Inc., aus Pittsburgh, die mit einem Verkaufsnetz für die Staaten Pennsylvania, Ohio, West Virginia und Virginia aufwarten konnte. Hinzu kamen Fachgeschäfte in den Städten New York Philadelphia, Chicago, Selma und Knoxville. Trotz all jener Bemühungen, den Absatz von Operaphone Records sicherzustellen und zu steigern, gelang es nicht rentabel zu wirtschaften, sodass aus diesem Umstand heraus resultierend sich die Operaphone Co. Inc im März des Jahres 1921 gezwungen sah, in der Talking Machine World ihren Rückzug vom Markt für Tonträger anzukündigen und kurz darauf alle Tätigkeiten hinsichtlich der Produktion und des Verkaufs von Schellackplatten einzustellen.

## Labelgeschichte

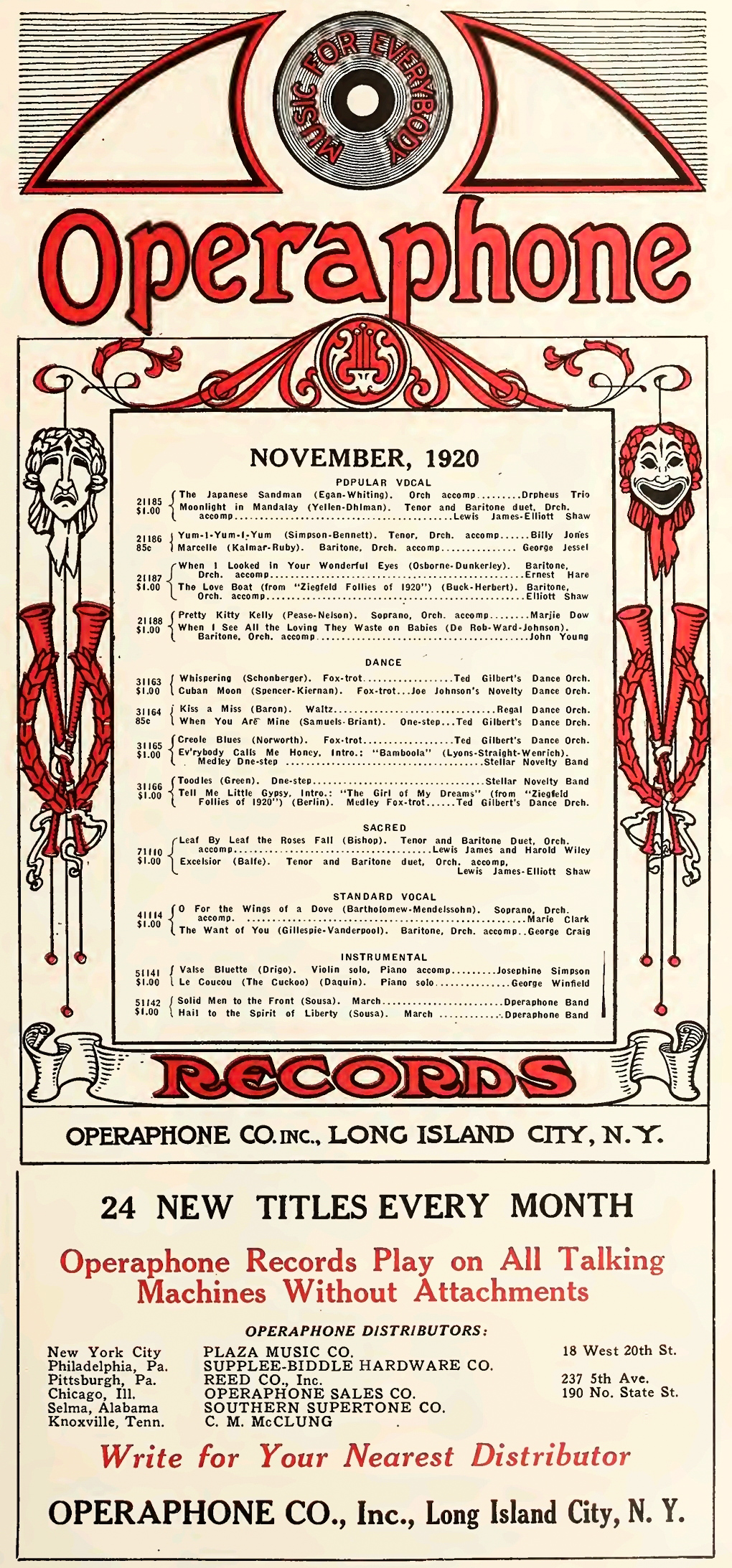
Eine der letzten Werbeanzeigen der Operaphone Company in der Talking Machine World vom 15. Oktober des Jahres 1920.

Erstmalig trat Operaphone 1916 in Erscheinung und kündigte, in einer hiernach regelmäßig erscheinenden Werbeanzeige, in der Januarausgabe der Talking Machine World den Verkauf von 8 Zoll Schellackplatten in Seitenschrift, zu einem Preis von fünfunddreißig Cent an. Das musikalische Repertoire des Labels, erstmals teilweise genannt in selbiger Ausgabe, umfasste anfänglich populäre und humoristische Aufnahmen, klassische Stücke sowie Tanzmusik interpretiert von den unterschiedlichsten Musikschaffenden, wie beispielsweise Charles W. Harrison – Beauty's Eyes, Henry Burr – On the Way to Home, Sweet Home, Albert Campbell – Summer Moon im Duett mit Henry Burr, Arthur Collins – Preacher and the Bear und Ada Jones – My World!.
Wenige Monate später veränderte Operaphone das Aussehen seiner Pressungen dahingehend, dass von nun an schwarze Papieretiketten mit goldenem Aufdruck Verwendung fanden. Ebenso begann die Überarbeitung der Zusammenstellung der Aufnahmen auf den beidseitig bespielten Schellackplatten. Wurden zuvor zwei verschiedene Musikgenres auf einer Pressung vereint zum Kauf angeboten, änderte sich diese Verfahrensweise zugunsten einer monothematischen Zusammenstellung mit dem Start der herbstlichen Annoncenkampagne des Mutterunternehmens. Als zusätzliche verkaufsfördernde Maßnahme wurde die Preisbindung für die fünfunddreißig Cent Tonträger ausgesetzt und es den Händlern ermöglicht jene Ertragsoptimiert anzubieten, insofern dies erforderlich sein sollte. Ein die Werbeoffensive begleitender, neu erschienener Katalog, dem Handel zur Verfügung gestellt, beinhaltet erstmals, unterteilt in Abschnitte und nach Musikgenres sortiert, alle erhältlichen Veröffentlichungen des Labels, einschließlich neu hinzugekommener Sängerinnen und Sänger wie Alan Turner – The Bandolero, George L. Thompson – Yiddish Eyes, M. J. O’Connell – I Sent My Wife to the Thousand Isles, Gertrude Rennyson – Love's Old Sweet Song und Dan W. Quinn – If I Knock the "L" Out of Kelly, Sure He'd Knock the "L" Out of Me.
Ab dem Jahr 1917 erlahmten die Bemühungen neue Aufnahmen zu veröffentlichen zusehends. Nur noch wenige Neuerscheinungen, hierunter fielen Sam Ash – Come Out of the Kitchen, Mary Ann, Vess Ossman – Poor Butterfly und Margaret Horton – The Rosary, erweiterten das musikalische Register von Operaphone. Mit der Schließung des Aufnahmestudios zum Jahreswechsel 1917 – 1918, kamen diese, ohne öffentliche Nennung von Gründen, gänzlich zum Erliegen. Darüber hinaus wechselte die Eigentümerschaft, wie einer Werbeanzeige, in der April-Ausgabe der Talking Machine World von 1918 entnommen werden konnte. Von nun an würden auf 10 Zoll Schellackplatten, jeweils zu fünfundsiebzig Cent das Stück, in den Rubriken instrumentelle Soli, Trios, Symphonieorchester, Bands, Gesang, Duette, Quartette, Tanz und populäre Musik, die bekanntesten und beliebtesten Musikstücke dem geneigten Kunden zur Auswahl stehen. Im Juli des gleichen Jahres verkündete Operaphone in einer weiteren großflächigen Anzeige die Erhältlichkeit von dreihundert Aufnahmen, gelistet in einem neu erschienenen Katalog, wohl wissend, dass es sich bei den dort angepriesenen Aufnahmen dem Grunde nach um zum Teil entliehenes Material der Pathé Phonograph Company handelte.
In den darauffolgenden Monaten kommt es zu keinen wesentlichen Veränderungen mehr im Hinblick auf das musikalische Schaffen von Operaphone. Einzig die Werbeanzeigen erfahren im August des Jahres 1919 eine Umgestaltung bezüglich ihrer grafischen und farblichen Ausprägung, mit der Zielsetzung mittels Hervorhebung eine erhöhte Aufmerksamkeit zu generieren. Die nun in schwarz und auffälligem rot gehaltenen Inserate benennen betont unter der Überschrift „Popular Songs of the Day“ die Musikschaffenden von Operaphone Records. Hier finden neben Pseudonymen auch durchaus bekannte Namen ihren Platz. Lewis James – Hearts, Henry Burr – You're Making a Miserof Me, Byron G. Harlan – Katydid Is the Candy Kid, Arthur Fields – Ragging the Chopsticks im August 1919. Ernie Hare – Some Beautiful Morning im September 1919 und Billy Murray – Why Do They Call Them Wild Women für den November 1919 sowie Al Bernard – Unlucky Blues im Mai des Jahres 1920.
Zum Ende des Jahres 1920 sowie Anfang 1921 kündigen sich die ersten Probleme durch unstete Annoncierung an. Anzeigen erscheinen einfarbig und die Händler erfuhren keine Nennung mehr, wie vormals üblich. Die letzte Werbeanzeige erscheint im Januar 1921. Im März des gleichen Jahres beendet Operaphone die Bemühungen am Markt tätig zu sein endgültig.